# X.509
Na criptografia, X.509 é um padrão ITU-T para infraestruturas de chaves públicas (ICP). A X.509 especifica, entre várias outras coisas, o formato dos certificados digitais, de tal maneira que se possa amarrar firmemente um nome a uma chave pública, permitindo autenticação forte. Faz parte das séries X.500 de recomendações para uma estrutura de diretório global, baseada em nomes distintos para localização. Na ICP-Brasil utilizam-se certificados no padrão X.509 V3.
Um certificado X.509 vincula uma identidade a uma chave pública usando uma assinatura digital. Um certificado contém uma identidade (um nome de host, ou uma organização, ou um indivíduo) e uma chave pública (RSA , DSA, ECDSA, ed25519, etc.), e é assinado por uma autoridade de certificação ou é autoassinado. Quando um certificado é assinado por uma autoridade de certificação confiável ou validado por outros meios, alguém que possui esse certificado pode usar a chave pública que ele contém para estabelecer comunicações seguras com outra parte ou validar documentos assinado digitalmente pela correspondente chave privada.
X.509 também define listas de revogação de certificados, que são um meio de distribuir informações sobre certificados que foram considerados inválidos por uma autoridade de assinatura, bem como um algoritmo de validação de caminho de certificação, que permite certificados a serem assinados por certificados CA intermediários, que são, por sua vez, assinados por outros certificados, eventualmente alcançando uma âncora de confiança.
X.509 é definido pelo "Setor de Padronização" no ITU-T Study Group 17 e é baseado em Abstract Syntax Notation One (ASN.1), outro padrão ITU-T.